# Sull'isola di Bergman
Sull'isola di Bergman (Bergman Island) è un film del 2021 scritto e diretto da Mia Hansen-Løve, al suo esordio in un film in lingua inglese.

## Trama
Una coppia di registi si stabilisce per un'estate a scrivere sull'isola svedese di Fårö, celebre residenza di Ingmar Bergman.

## Produzione
Originariamente, Greta Gerwig e John Turturro avrebbero dovuto interpretare i due protagonisti, ma sono stati sostituti rispettivamente da Krieps e Roth a causa di altri impegni lavorativi.

## Promozione
Il primo trailer del film è stato diffuso online il 4 giugno 2021.

## Distribuzione
Il film è stato presentato in anteprima l'11 luglio 2021 in concorso alla 74ª edizione del Festival di Cannes, prima di essere distribuito nelle sale cinematografiche francesi da Les Films du Losange a partire dal 14 luglio 2021.

## Riconoscimenti
- 2021 - Festival di Cannes[1]
  - In concorso per la Palma d'oro